# Randia aculeata
Randia aculeata är en måreväxtart som beskrevs av Carl von Linné. Randia aculeata ingår i släktet Randia och familjen måreväxter.

## Underarter
Arten delas in i följande underarter:
- R. a. aculeata
- R. a. dasyclada
- R. a. dasyphylla
- R. a. jamaicensis